# Ocultisme nazi
L'ocultisme nazi és una hipòtesi que es troba en una sèrie de teories, especulacions i investigacions sobre la possible relació amb diverses tradicions ocultes i el nazisme, part de la cultura popular des de la dècada de 1940, i van guanyar una popularitat renovada a partir de la dècada de 1960, entre d'altres per documentals i llibres sobre el tema com ara Le matin des magiciens: introduction au réalisme fantastique (1960) i The Spear of Destiny (1972). El nazisme i l'ocultisme també és un tema de nombroses pel·lícules, novel·les, còmics i altres mitjans de ficció, de les quals la pel·lícula Raiders of the Lost Ark (1981) és una de les més conegudes. Una de les primeres afirmacions de l'ocultisme nazi es pot trobar al llibre de Lewis Spence, "Causes ocultes de la guerra actual" (1940). Segons Spence, Alfred Rosenberg i el seu llibre The Myth of the Twentieth Century, van ser els responsables de promoure idees paganes, ocultes i anticristianes que van motivar el partit nazi.